# ボスムトゥイ湖
ボスムトゥイ湖（英:Bosumtwi、Bosomtwe）とは、ガーナにある周囲約8キロメートル (5.0 mi)のクレーター湖であり、同国唯一の自然湖である。クマシの約30 km南東に位置する。また、湖周辺には30程の村があり、7万人が居住している。
アシャンティ人はこの湖を神聖な湖と考えている。伝承では、人が死した後に魂はこの湖に行き、神であるツウィに感謝を述べる場とされているからである。このため、厚板製の船による漁のみが許されている。また、古代湖であり、固有種も多い。

## クレーター
約107万年前の隕石衝突によって形成された。形成当時のクレーター直径は10.5km程であり、現在の物より大きかったとされる。
また深さは380m程であるとされるが、堆積物を取り除くと750m程であるとされている。
湖は部分的に浸蝕されており、また深い熱帯雨林の中に位置するため、湖の元となった隕石の衝撃と言うのは測り知れない。そして、シャッターコーン等のようなその証拠も植物や湖等に埋もれてしまっている。しかしながら、湖の周辺にあるクレーターの中心部が隆起してきており、そこから衝突の証拠が多量に産出され、研究に用いられている。この衝撃によって出来たと思われるテクタイトは隣国のコートジボワールでも産出する他、大陸西部の深海底で見つかる物との関連性が指摘されている。

## 気候変動
隕石が落ちる前、この地は熱帯雨林の中であり、動物も非常に多く生息していた。衝突後、その多雨からこの地は湖となった。
特に多雨であった時代にはクレーター全体が涵養され、リムの峠の部分にまで水が達した。この時代の証拠としては、丘の頂上で魚の化石が見つかった事が挙げられる。また、それ以上の水は下流域へと流れ出た。その一方で少雨の時代には湖が池と言える程の大きさになる事もあった。この時代は凡そ300年前まで続いていたとされる（Shanahan et al. 2009）。

## 生物相
湖畔の主な植物はモモタマナ属、カポック、ギニアアブラヤシ、イチジクなどであり、動物はキノボリセンザンコウが重要な保護対象であり、他にはニシグリーンマンバ、ヌママングース、チャムネカッコウ、シラガサイチョウ、ショウハナジログエノンも見られる。そのため、2016年に生物圏保護区に指定された。

## 民俗史
この地には伝説があり、それによると、1648年、アシャンティの狩人、アコラ・ボンペがアサマンから負傷したレイヨウを追いかけていた。突然そのレイヨウは小さな池に姿を消した。それはまるで水がそのレイヨウの命を救わんとするようであった。結局、彼は池の近くに住んでいるにもかかわらずレイヨウを捕える事は出来ず、魚を捕り始めた。この地を彼は「レイヨウの神」の意でボスムトゥイと名付けた、との事である。この説話から、当時の湖水が非常に少なく、沖で300年以上立ち枯れしている木もまたそれを証明している。
その後、この湖の近くでもいくつかの戦闘が起こり、アキム族が敗れ、アシャンティ人がこの地を支配した。
湖畔にある村は各々宗教施設や共同墓地を有している。キリスト教の伝来以後、中には改宗した人もいたが、多くの人は疫病等の時には伝統的な祈祷を行っていた。
アブロドウムの石が湖の信仰の中心として存在する。不漁の時にはその原因は不信にあると考えられ、人々は牛を生贄として捧げた。この行動はアシャンティの王にとっては彼の権威の象徴となった。儀式では石に内臓を捧げ、それ以外は湖に投げ込んだ。そして大衆は湖にカットラスや斧と共に飛び込み、岸で肉を分け合った。しかしながら、この儀式には様々な事象が絡んでおり、何が起こるかは予期しがたい。
伝統的に湖に鉄や昨今のボートを着水させるのは禁忌とされている。パドゥアと言う木製の厚板によって作られた船が合法の船として使われている。
また、昨今では乱獲や不適切な牧場開発による環境変化も起こっている。人口増加により魚の需要が高まり、次第に魚は減少、それにより農業需要が増加した。丘は次第に農地化され、多雨による浸蝕が大きな問題となっている。加えて、湖の水面も変わってきており、多くの村が上方への数回の移住を要されている。
湖は地域の人々にとっては泳ぎ、釣り、ボート等のリゾート地として知られている。
湖畔のアマコム村には診療所があり、緊急時にはボートや救急車による対応を行っている。